# Joseph Parmentier
Pour les articles homonymes, voir Parmentier.
Joseph Parmentier, né en 1949 et décédé le 15 septembre 2005 à Bruxelles fut un homme politique belge bruxellois, membre du Parti socialiste (PS).
Il fut licencié en sciences administratives et en sciences du travail; professeur de droit social et de droit public et administratif; chef de cabinet du département de l'Instruction publique de la Ville de Bruxelles (1983 à 1989).

## Fonctions politiques
- Membre du Parlement de la Région de Bruxelles-Capitale :
  - entre 1989 et 1999 comme suppléant
  - depuis 2002 comme membre effectif